# Puccinia calthae
Puccinia calthae ist eine Ständerpilzart aus der Ordnung der Rostpilze (Pucciniales). Der Pilz ist ein Endoparasit von Dotterblumen. Symptome des Befalls durch die Art sind Rostflecken und Pusteln auf den Blattoberflächen der Wirtspflanzen. Sie ist auf der ganzen Nordhalbkugel verbreitet.

## Merkmale

### Makroskopische Merkmale
Puccinia calthae ist mit bloßem Auge nur anhand der auf der Oberfläche des Wirtes hervortretenden Sporenlager zu erkennen. Sie wachsen in Nestern, die als gelbliche bis braune Flecken und Pusteln auf den Blattoberflächen erscheinen.

### Mikroskopische Merkmale
Das Myzel von Puccinia calthae wächst wie bei allen Puccinia-Arten interzellulär und bildet Saugfäden, die in das Speichergewebe des Wirtes wachsen. Ihre Spermogonien wachsen beidseitig auf den Wirtsblättern und sind honigfarben. Die überwiegend blattunterseitig wachsenden Aecien der Art sind becherförmig und besitzen ein weißes Peridium. Ihre orangen Aeciosporen sind 21–28 × 21–28 µm groß, kugelig bis ellipsoid und fein warzig. Die überwiegend blattunterseitig wachsenden Uredien des Pilzes sind zimtbraun, äußerst klein und rundlich. Ihre ebenfalls zimtbraunen Uredosporen sind kugelig bis ellipsoid, 22–30 × 20–25 µm groß und stachelwarzig. Die auf beiden Blattseiten wachsenden Telien der Art sind schokoladenbraun und pulverig. Die kastanienbraunen Teliosporen sind zweizellig, in der Regel langkeulig bis spindelförmig und 30–44 × 13–22 µm groß. Ihre Stiele sind farblos und bis zu 75 µm lang.

## Verbreitung
Das bekannte Verbreitungsgebiet von Puccinia calthae umfasst die gesamte nördliche Hemisphäre.

## Ökologie
Die Wirtspflanzen von Puccinia calthae sind Dotterblumen (Caltha spp.). Der Pilz ernährt sich von den im Speichergewebe der Pflanzen vorhandenen Nährstoffen, seine Sporenlager brechen später durch die Blattoberfläche und setzen Sporen frei. Die Art verfügt über einen Entwicklungszyklus mit Aecien, Spermogonien, Telien und Uredien und macht keinen Wirtswechsel durch.